# Хантлі – Маунгатапере
Хантлі – Маунгатапере – елемент газотранспортної системи Нової Зеландії. Також відомий як North System.
Ще наприкінці 1970-х за допомогою газопроводу Капуні – Папакура подали природний газ до найбільшого міста Нової Зеландії Окленду (великий промисловий центр та місце проживання 30% населення країни). За десяток років по тому став до ладу значно потужніший трубопровід Мауї, що завершувався за кілька десятків кілометрів південніше від Окленду в районі ТЕС Хантлі. При цьому частину доправленого по ньому ресурсу вирішили транспортувати далі до Окленду та розташованих північніше районів півострова Окленд.
Трубопровід складається із двох ділянок:
- спорудженого в 1981-му відтинку від Хантлі до Вестфілду (один з районів Окленду) довжиною 90 кілометрів та діаметром 350 мм;
- прокладеної в 1982-му ділянки від Вестфілду до Маунгатапере загальною довжиною 185 кілометрів, при цьому перші 35 кілометрів до Гендерсону виконані в діаметрі 200 мм, після чого відбувається перехід на 150 мм.
Газопровід розрахований на робочий тиск у 8,6 МПа.
В Окленді великими споживачами блакитного палива були ТЕС Отахуху та ТЕС Саутдаун, а перед Оклендом відгалуження веде до металургійного комбінату в Гленбруці (у складі якого, зокрема, працює ТЕС Гленбрук).